# Valdevo da Nortúmbria
Valdevo, 1.º Conde da Honra de Huntingdon e Northampton (em latim: Waldevus; em inglês: Waltheof/Waldef; 1050 – 31 de maio de 1076) foi o último dos condes anglo-saxões e o único aristocrata inglês a ser executado durante o reinado de Guilherme I de Inglaterra.

## Vida
Era o segundo filho do conde Sivardo de Nortúmbria. Sua mãe era Elfleda, filha de Aldredo de Bernícia, filho do conde Utredo de Nortúmbria. Em 1070 casou-se com Judite Valdevo de Lens, filha do conde Lamberto II de Lens e da condessa de Aumale Adelaide da Normandia. Eles tiveram três filhos.